# Christopher Hollyday
Christopher Hollyday  (* 3. Januar 1970 in New Haven (Connecticut)) ist ein US-amerikanischer Jazz-Altsaxophonist und Lehrer.
Christopher Hollyday begann mit 14 Jahren in Clubs aufzutreten und nahm in frühen Jahren ein Album auf seinem eigenen Jazzbeat-Label auf; stilistisch orientierte er sich zunächst an Charlie Parker, später an Jackie McLean. 1988 trat er mit einer eigenen Formation im New Yorker Village Vanguard auf, 1989 ging er mit der Maynard Ferguson Big Band auf Tournee.
Er wird von Allmusic als einer der „Young Lions“ der ausgehenden 1980er Jahre bezeichnet; er wurde bekannt durch vier Alben, die er zwischen 1989 und 1992 für das Label RCA Novus einspielte. Auf seinem Debütalbum wurde er von Wallace Roney, Cedar Walton, David Williams und Billy Higgins begleitet; auf den späteren Alben spielten u. a. John Lockwood, Larry Goldings und Brad Mehldau. Im Januar 1992 entstand das formal stark an Miles Ahead erinnernde Big-Band-Album And I'll Sing Once More, bei dem u. a. John Clark, Mark Feldman, Scott Colley, Kenny Werner, Scott Robinson und Douglas Purviance mitwirkten. Danach wurde seine Karriere abrupt unterbrochen, als sein Plattenkontrakt bei RCA Novus nicht verlängert wurde. Hollyday begann daraufhin als Lehrer zu arbeiten, zunächst 1997 an der Orange Glen High School in Escondido. 1998 wechselte er an die Valley Center High School in Valley Center (Kalifornien), wo er seitdem unterrichtet und mit Jazz-Ensemble Klassen und der Schulband arbeitet. Hollyday erwarb 2004/2005 seinen Master-Abschluss an der San Diego State University.

## Diskographische Hinweise
- Christopher Hollyday(RCA Novus, 1989)
- On Course (RCANovs, 1990)
- The Natural Moment (RCA Novus, 1991)
- And I'll Sing Once More (RCA Novus, 1991)